# Bratling

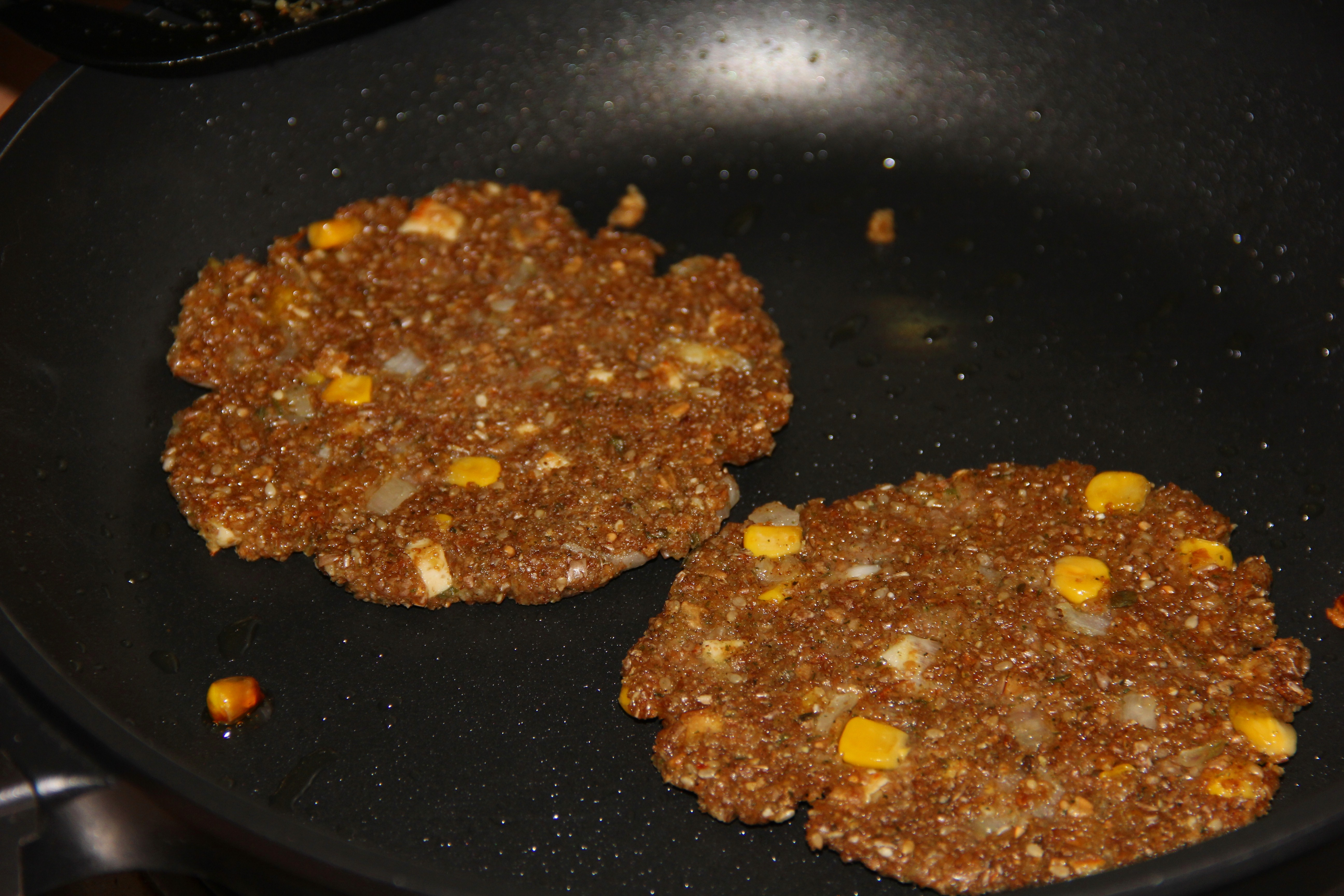
Veganer Dinkel-Bratling, fertig gebraten, mit Mais, Zwiebel und Räucher-Tofu

Bratlinge sind gebratene Klöße aus Gemüse, Hülsenfrüchten oder Getreide, die eine fleischlose Variante der Frikadelle darstellen und durch die Reformküche nach Max Bircher-Benner bekannt wurden.
Schnellrestaurants bieten häufig mit Bratlingen belegte vegetarische Hamburger an, sogenannte Veggie-Burger.